# Frederick Sumaye

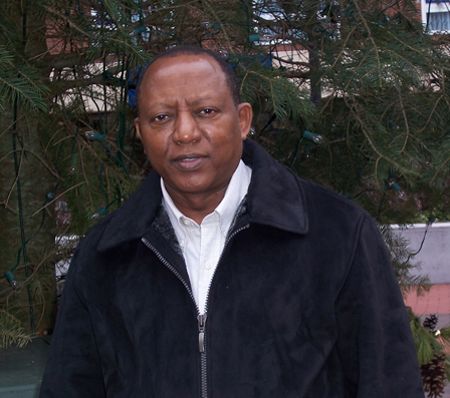
Frederick Sumaye (2006)

Frederick Tluway Sumaye (* 29. Mai 1950 in Arusha) war der 7. Premierminister von Tansania. Er hatte dieses Amt vom 28. November 1995 bis zum 30. Dezember 2005 inne, bis er von Edward Lowassa abgelöst wurde.

## Leben
Frederick Sumaye wurde am 26. Mai 1950 in Arusha geboren, er ist verheiratet mit Esther Sumaye.
Er studierte an der Egerton University in Kenia, wurde Landwirtschaftsminister und 1995 Premierminister in Tansania. Dieses Amt bekleidete er bis 2005. Nach seinem Ausscheiden war er Botschafter des guten Willens im Bereich industrielle Entwicklung für die Vereinten Nationen. Nachdem er 2006 Mid-Career Student im Edward South war, erwarb er an der Harvard University, einen Master of Public Administration (MPA).
Als er sich 2015 erfolglos um die Nominierung als Präsidentschaftskandidat bei seiner Partei CCM bemühte, wechselte er zur Oppositionspartei CHADEMA.
Im Jahr 2019 verließ er CHADEMA wenige Tage vor deren internen Wahlen. Anderen Angaben zufolge, knapp nachdem er diese Wahl verloren hatte.